# Bithynia funiculata
Bithynia funiculata е вид коремоного от семейство Bithyniidae.

## Разпространение
Видът е разпространен в Тайланд.